# El Paso Energy Building
El Paso Energy Building je kancelářský mrakodrap v texaském městě Houston. Má 33 pater a výšku 153 metrů. Byl dokončen v roce 1963 podle návrhu firmy Skidmore, Owings & Merrill.